# ハス科
ハス科（ハスか、学名：Nelumbonaceae）は、双子葉植物の科の一つである。現生の属はハス属のみで、多年生の水草であるハスとキバナハス（北米原産で花が黄色）が属する。
かつてはその形態的特徴からスイレン科に属していたが、近年の研究によればスイレン科とは系統が大きく異なり、APG植物分類体系ではヤマモガシ目に分類されている。実際、葉が丸いこと、花が水面から咲き、日中の数時間だけ開くことといった共通点がある。しかし、スイレンは浮葉のみであり、花も水面近くに咲くのに対し、ハスの葉は水面から1m程度まで伸長し、花も葉の近くに咲くこと、ハスの葉は切れ込みがなく中央に葉柄がついており撥水性がある（ロータス効果）のに対し、スイレンは1か所切れ込みがあり水をはじかないこと、ハスの花は中央に花托があり色は白・ピンク・黄色に限られる一方、スイレンは複数の柱頭と雄蕊が並び色は白・黄色のほか、紅・青・紫色のものもみられるといった点で異なる。したがって、見分けるのは比較的容易である。